# S.P.Q.R. - 2000 e ½ anni fa
Pour les articles homonymes, voir S.P.Q.R. (homonymie).
Pour plus de détails, voir Fiche technique et Distribution.
S.P.Q.R. 2000 e ½ anni fa est une comédie italienne réalisée par Carlo Vanzina et sortie en 1994.
Le scénario est basé sur la transposition de l'opération Mains propres à l'époque de la Rome antique, dans une tentative semi-sérieuse de montrer que la gestion joyeuse des affaires publiques n'a guère changé au cours des deux derniers millénaires.

## Synopsis

### Prologue
En 71 av. J.-C., le sénateur corrompu César Atticus est en vacances au bord de la mer avec sa maîtresse Octavie, qu'il entretient tout en étant entretenu par sa femme Cornelia. L'homme est convoqué à Rome par le chef de son parti, le sénateur Lucius Cynicus. Sur la voie Appienne, il entre en collision avec le char du magistrat Antoine Servilius, venu de Mediolanum. Comme si cela ne suffisait pas, Servilius découvre peu après que l'appartement qu'il a loué, de surcroît au noir, appartient à Atticus lui-même. Quelques jours plus tard, les deux hommes s'affrontent à nouveau dans les tribunes du Colisée lors du match de la Coupe de la République entre Rome et Mediolanum, ce qui ne fait qu'accroître leur haine réciproque.

### La confession d'Octavie
Pendant ce temps, Atticus, fatigué des prétentions d'Octavie, liquide son amant et le remplace par le mannequin égyptien Isis, à qui il donne également la maison précédemment occupée par Octavie. Octavie, pour se venger, révèle à Servilius des secrets d'Atticus qui pourraient lui attirer des ennuis. En effet, grâce aux informations qu'il a reçues, Servilius se présente chez Atticus avec une convocation. Dos au mur, Atticus tente par tous les moyens, mais sans succès, de soudoyer l'incompréhensible juge, allant même jusqu'à utiliser le fait que quelque chose se trame entre leurs enfants (camarades de classe). Servilius ne cède pas et interdit d'ailleurs à sa fille de fréquenter le fils d'Atticus.

### Poppée
Pour éviter la prison, Atticus se tourne vers le sénateur Cynicus, qui lui conseille de discréditer Servilius. Le plan réussit et Servilius finit par accepter une invitation à dîner chez Poppée, qu'il croit être une noble veuve, sans se rendre compte qu'il finira dans une maison close où il sera pris en flagrant délit par Atticus et le procureur général qui, après s'être excusé auprès d'Atticus, enverra le pauvre Servilius sur l'île de Filicudi en Sicile.

### Le retour à Rome
Enfermé en Sicile, Antonio semble perdre toute ambition, jusqu'au jour où il assiste inopinément à une querelle entre un paysan et les « picciotti » de Don Varro, gouverneur de l'île, à propos de la perception de quelques tributs ; Servilius, soupçonneux, demande des explications et reçoit en réponse un silence têtu, mais Leoluca, le fils du paysan, fatigué de l'abus de pouvoir, décide de s'exprimer : Sa dénonciation permet à Antoine d'obtenir la confession de Varro, qui met en évidence le lien entre Atticus et la criminalité du village, et permet ainsi à Servilius de retourner à Rome avec de nouvelles et plus fortes accusations contre son ennemi.

### L'alliance entre Servilius et Atticus
Le « problème » Servilius étant à nouveau à résoudre, Cynicus conseille cette fois à Atticus une solution définitive : tuer ou faire tuer son accusateur. Bien que réticent, Atticus accepte, jetant des serpents dans le bureau du juge, mais se ravise lorsque son fils Alexius entre inopinément dans le bureau. Antonio a l'intention de piéger le vrai responsable de tout, le sénateur Cinico, et les deux s'allient à cette fin ; se faisant passer pour des cuisinières sous les faux noms de Lella et Nella, ils entrent dans la maison de Cynicus et s'emparent du livre sur lequel le sénateur tient ses comptes au noir, réussissant à l'apporter, après une course-poursuite avec Cinico, au procureur en chef.

### Épilogue
Lors du procès, au cours duquel César avoue tout, Antoine demande l'acquittement pour Atticus, à condition qu'il rende ce qu'il a volé à l'État, et la condamnation pour Cynicus ; mais le sénateur, grâce à une harangue très persuasive, parvient à convaincre les jurés que ses crimes ont servi le bien-être général des citoyens romains, et César et Antoine sont tous deux condamnés aux travaux forcés. Comme si cela ne suffisait pas, les deux hommes finissent par participer à la révolte de Spartacus, sont vaincus et crucifiés sur la voie Appienne, où ils s'étaient affrontés pour la première fois. Sur la croix, Antoine espère qu'il y aura un monde meilleur sans corruption à l'avenir ; la scène se déplace 2000 ans plus tard où, ponctuellement, l'affrontement entre leurs descendants se répète.

## Fiche technique
- Titre original italien : S.P.Q.R. 2000 e ½ anni fa[1]
- Réalisateur : Carlo Vanzina
- Scénario : Enrico Vanzina, Carlo Vanzina
- Photographie : Gianlorenzo Battaglia
- Montage : Sergio Montanari
- Musique : Federico De Robertis
- Décors : Tonino Zera (it)
- Production : Aurelio De Laurentiis
- Sociétés de production : Filmauro
- Pays de production :  Italie
- Langue originale : italien
- Format : couleurs
- Durée : 95 minutes
- Genre : comédie
- Date de sortie :
  - Italie : 16 décembre 1994

## Distribution
- Christian De Sica : Atticus Caesar
- Massimo Boldi : Antonio Servilio
- Leslie Nielsen : Sénateur Lucius Cynicus
- Nadia Rinaldi (it) : Cornelia, épouse d'Atticus
- Anna Falchi : Poppée, prostituée
- Gabriella Labate (it) : Octavie, maîtresse d'Atticus
- Cash Casia (it) : Isis
- Marco Vivio (it) : Alexius, fils d'Atticus
- Isabella Rocchietta (it) : Claudia, fille de Servillo
- Marina Tagliaferri (it) : Livia, épouse de Servilio
- Francesco De Rosa (it) : Publio Cutolo, le chancelier
- Ugo Conti : Silvio Zebio, chef des ultras Rossoneri
- Virginie Marsan (it) : Flavietta
- Rossana Di Lorenzo : Rosa
- Nicolina Papetti (it) : Augusta
- Cesare Gelli : Procureur général Tarquinio Druso
- Carlos Alberto Valles (it) : Monsieur Claude
- Renato Moretti (it) : vieux sénateur
- Riccardo Rossi : Lucio Sola, agent immobilier
- Mario Donatone : princeps senatus
- Mauro Marino : centurion de la banque
- Luigi Maria Burruano : gouverneur Varro
- Fabio Grossi (it) : Valerius Versacius
- Gastone Pescucci (it) : Aurispex, devin
- Massimo Ceccherini : type toscan
- Mario De Martino : Faxus
- Salvatore Emilio : Gennarinus
- Giovanna Elefante : Appia
- Stefano Antonucci : Medicamentarius
- Othello Belardi : directeur de banque
- Isabella Celani : esclave Garçonnière
- Susanna D'Amico : esclave burina
- Giuseppe Oppedisano : Leoluca
- Domenico Minutoli (it) : père à Filicudi
- Aline Pilato : mère à Filicudi
- Yoon C. Joyce (it) : esclave de César
- Bruno Gialli : préteur de Cynicus
- Marco Marzocca (it) : préteur de Cynicus
- Stefano Pizzichelli : Conan
- Turi Scalia (it) : facteur à Filicudi
- Roberto Proietti : Tullio, restaurateur
- Pietro Torrisi : Spartacus
- Fathy El Gharbawy (it) : sénateur romain

## Production
Le film a été tourné à Castel Porziano, Ferentino, Montalto di Castro, Canino, en Toscane, sur les îles de Filicudi et de Capri ; à Rome, il a été tourné à Cinecittà, au Vittoriano, à la British Academy et à la discothèque Baia Imperiale à Gabicce Mare,.